# Nueba Yol: Por fin llegó Balbuena
Nueba Yol: Por fin llegó Balbuena es una película de comedia dramática dominicana de 1995 dirigida por Ángel Muñiz. La película fue seleccionada como la entrada dominicana a la Mejor Película en Lengua Extranjera en la 68.ª edición de los Premios Óscar, pero no fue aceptada como nominada.

## Reparto
- Luisito Martí como Balbuena
- Caridad Ravelo como Nancy
- Raúl Carbonell como Fellito
- Rafael Villalona como Pedro
- Joel García como Pancho